# Ahora dice
«Ahora dice» es un sencillo escrito y producido por Chris Jeday, e interpretado por los cantantes Arcángel, J Balvin y Ozuna. Fue lanzado el 17 de marzo de 2017 en ITunes.
Una versión remezcla, interpretado por los 3 artistas, esta vez junto a Anuel AA, Cardi B y Offset se publicó el 11 de febrero de 2018.

## Producción
El tema fue producido y escrito por Chris Jeday.

## Video musical
El video oficial del tema fue publicado el 19 de marzo de 2017, en el canal del productor Chris Jeday.
Actualmente, el video ya supera las mil millones de vistas en YouTube, logró superar esa cifra con apenas 9 meses desde su publicación.

## Recepción comercial
"Ahora Dice" alcanzó el puesto 4 en los Latin Streaming Songs, hecho que logró el 24 de junio de 2017.

## Versión Remix
Tras el éxito del tema original, Chris Jeday confirmó que iba a realizar una versión remix, a lo que los fanes expresaron su entusiasmo. Originalmente se iba a llamar "Real Hasta La Muerte Remix", porque se pensaba solo contar con la colaboración de Anuel.
Finalmente, el 11 de febrero de 2018 se publicó una versión remezcla del tema, esta vez con la colaboración con Anuel AA, y los estadounidenses Cardi B y Offset.
El 7 de abril de 2019 se publicó otra versión remezcla del tema, Ahora Dice (Full Remix), con J. Balvin, Ozuna, Anuel AA, Cardi B, Offset, Rauw Alejandro y Arcángel. Este remix está producido por Futurenoise, Inc.

## Certificaciones
| País           | Organismo certificador | Certificación | Ventas certificadas | Ref   |
| -------------- | ---------------------- | ------------- | ------------------- | ----- |
| Estados Unidos | RIAA                   | 2x Platino    | 120 000             | [ 7 ] |